# 리바오톈
리바오톈(중국어: 李保田, 병음: Lǐ Bǎotián, 한자음: 이보전, 1946년 11월 28일 ~ )은 중화인민공화국의 배우이다.
장쑤성 쉬저우시 자왕구에서 태어났다.

## 영화
- 베이징시간 (2015년)
- 나이팅게일 (2013년) - 콴 역
- 말 등 위의 법정 (2006년)
- 트라이어드 (1995년)
- 국두 (1990년)